# 尚穆根
尚穆根（英語：K Shanmugam；坦米爾語：காசிவிஸ்வநாதன் சண்முகம்；1959年3月26日—）是一名新加坡政治人物和律师，他是人民行动党的一员，现任新加坡內政部部长兼新加坡律政部部長。

## 生平
1972年到1977年，尚穆根受教于莱佛士书院。1984年，尚穆根从新加坡国立大学毕业，主攻法律。
早年，尚穆根主要从事法律职业，担任律师。1988年正式涉足政治领域，2008年起任律政部部长，2010年到2011年兼任內政部部长，之后2011年至2015年改任外交部部长，後在2015年回鍋再任內政部部长，但期間從未離任律政部部长。

## 家庭
尚穆根的现任妻子是西塔·尚穆根，前任是乔希·拉加。